# Тиренија
Марина ди Пиза-Тиренија-Каламброне, или само Тиренија (итал. Tirrenia), насеље је у Италији у округу Пиза, региону Тоскана.
Према процени из 2011. у насељу је живело 6790 становника. Насеље се налази на надморској висини од 2 м.